# Свирчевский, Феофил Александрович
Феофи́л (Теофил, Трофим) Алекса́ндрович Свирче́вский (1851 — ?) — русский архитектор.

## Биография
Родился в Санкт-Петербурге в 1851 году в польской семье. Рано лишился родителей.
Среднее образование получил в Житомирской гимназии, высшее — в Строительном училище, откуда был выпущен в 1882 году по 1-му разряду (вторым по успеваемости) с серебряной медалью.

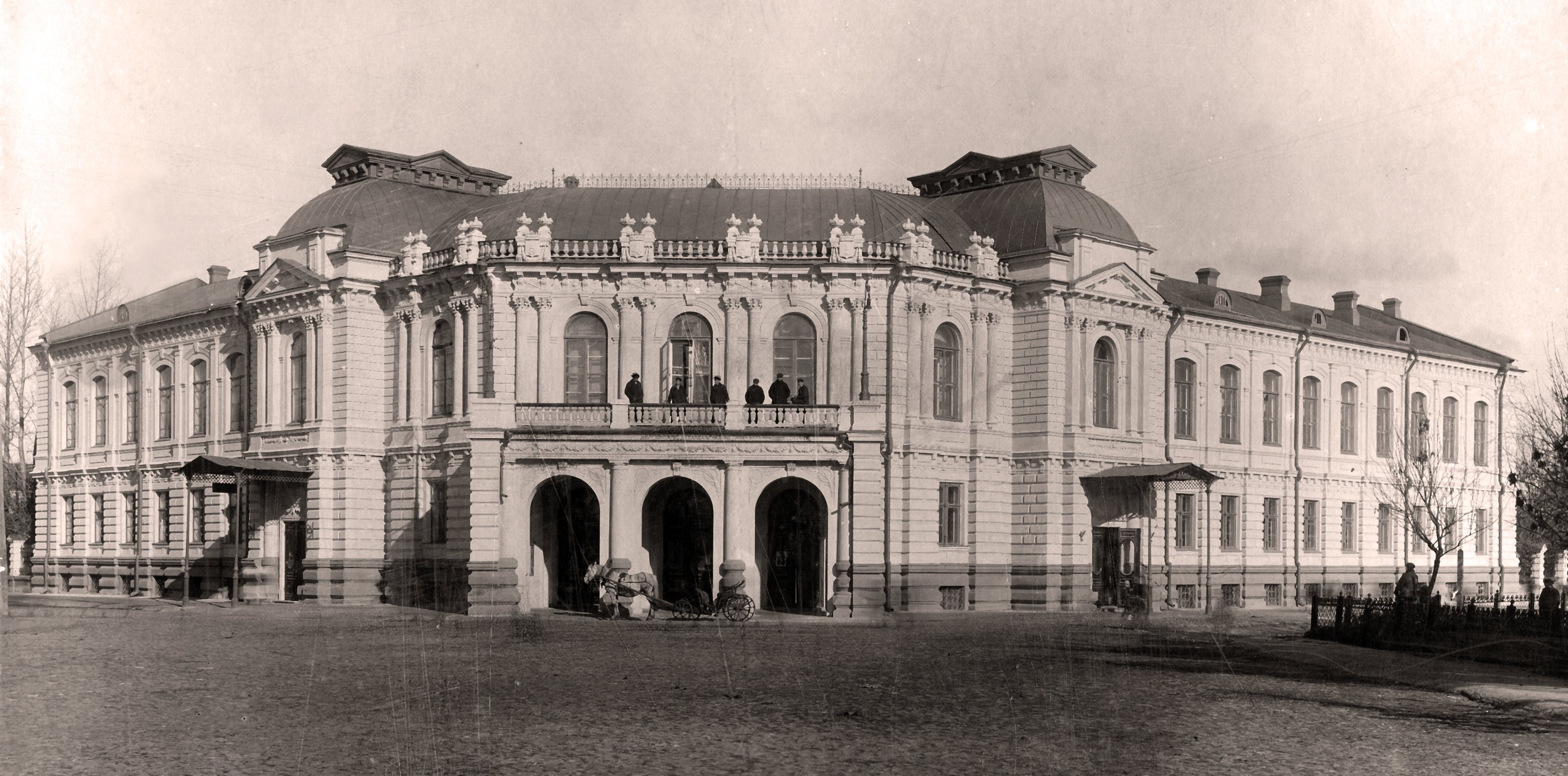
Здание бывшего дворянского собрания. Начало 1920-х годов

Сначала занимался частной практикой в Курской губернии. Затем был причислен к Министерству внутренних дел и назначен младшим архитектором строительного отдела Тамбовского губернского правления. Первое десятилетие его работы отмечено строительством в губернии пяти колоколен при церквях в сёлах Тамбовского, Моршанского и Мичуринского уездах. В 1888—1892 годах одновременно состоял архитектором Тамбовского Александринского института благородных девиц. До 1902 года исполнял обязанности епархиального архитектора; в связи с возросшим церковным строительством духовное ведомство предложило ему
эту должность, при условии не быть связанным другими обязательствами и исполнять только планы и сметы епархиальных построек, но Свирчевский отказался, и с 1905 по по 1907 годы работал губернским архитектором строительного отделения.
Автор более 30 проектов строительства и перестройки церквей, зданий дворянского собрания и тамбовского отделения Русского музыкального общества. В числе его первых работ в Тамбове — каменный дом Трузсон на Большой улице и дом Дидковского, возведённый на развалинах бывшего частного театра (обе постройки до настоящего времени не сохранились). Основные его работы в Тамбовской губернии для духовной консистории: каменные колокольни при церквях в селах Иванково (Тамбовского уезда), Новой Дехтянке (Козловского уезда), Жуково (Спасского уезда), Атюрево и Веденяпино (Темниковского уезда); каменные трапезы при церквях в селах Кушки и Тенгушево (Темниковского уезда); каменные церкви в пригородной слободе Коршуново (1897) и в селе Лесное Ардашево; деревянная церковь с колокольней в селе Егоровке (Моршанского уезда); каменная часовня
в Козлове, перестройка каменной церкви в селе Покровское-Марфино (Тамбовского уезда). 
Своеобразным авторским почерком Свирчевского как храмостроителя стала система сводов на базе пустотелых пилонов в качестве основных опор в проектах пятикупольных церквей. Первоначально она была применена в проекте центральной части храма в селе Лесное Ардашево, где «четыре главные пилона (внутри пустые), служащие основанием постройки, снабжены колодцевой кладкой». Затем этот приём был использован в проекте Богоявленского храма. В основе этих проектов лежал единый образец «византийской» пятикупольной церкви с высокой колокольней, предложенный Э. И. Жибером в 1867 году. Излюбленным приёмом Свирчевского в строительстве пятикупольных храмов была строго очерченная центральная полуциркульная закомара. По бокам от неё ровная стена наделялась рельефным декором, имитирующим полукруги боковых закомар. Подобное оформление фасадов использовалось ещё в древнерусском зодчестве, например при строительстве Спасо-Преображенского собора в Чернигове.
Был почётным членом Тамбовской учёной архивной комиссии.
С 1907 года работал в Ессентуках. После 1917 года сведений о Свирчевском не обнаружено.
Был награждён орденами Св. Станислава 3-й степени и Св. Анны 3-й степени.